# Fond Berange
Fond Berange es una localidad de Santa Lucía que forma parte del distrito de Laborie.